# Excomunicare
Excomunicarea (in latină cengole) este o cenzură religioasă folosită pentru a suspenda apartenența la o comunitate religioasă.
Cuvântul înseamnă a scoate pe cineva din comuniune. Sinonime: afurisenie, afurisire, anatemă, blestem, proclețenie, procleție.
În unele religii, excomunicarea include o condamnare spirituală a membrului grupului. După cenzură și sancțiune uneori urmează excomunicarea; aceasta include exilul, îndepărtarea și învinuirea, depinzând de religie, de ofensa care a cauzat excomunicarea, sau de regulile comunității religioase.

## Excomunicarea în creștinism
În creștinism, excomunicarea reprezintă înlăturarea din rândurile Bisericii a unora dintre membrii ei, ca urmare a săvârșirii de păcate grele, de abatere de la poruncile ei. Gravitatea excomunicării constă în pierderea oricărei asistențe din partea Bisericii, ruperea „legăturii cu cele sfinte“, prin interzicerea de a participa la Sf. Liturghie și oprirea de la Sf. Împărtășanie. Excomunicarea este cea mai grea pedeapsă pentru un membru al Bisericii creștine.
Potrivit canonului 13 stabilit la Primul conciliu de la Niceea, Sf. Euharistie se împărtășește și celor excomunicați sau aflați sub alte pedepse bisericești care-i opresc de la împărtășanie, însă numai în cazurile că aceștia se găsesc aproape de obștescul sfârșit. Sfântul canon 95, stabilit la Al treilea conciliu de la Constantinopol mai prevedea că și anumiți eretici, care se reîntorceau la Biserică, puteau fi reprimiți și deci puteau redeveni membri deplini ai ei, numai după ce primeau Sf. Împărtășanie.
Separarea ce s-a petrecut în Biserica creștină între Răsărit și Apus a început cu actul de excomunicare (anatema) dat de papa Nicolae I (858-867), în 863, împotriva lui Fotie, patriarhul de la Constantinopol, deoarece acesta nu recunoaștea Filioque. Fotie, la rândul său, l-a excomunicat (anatematizat) pe papa Nicolae I într-un sinod ținut la Constantinopol, în 867 și nu l-a mai recunoscut ca papă, condamnând în același timp și Biserica Romei.
Excomunicarea – este de 2 feluri: Mică, care constă în oprirea de la primirea Sfintei Împărtășanii și Mare, care constă în oprirea de a mai participa la orice slujbă și scoaterea (fizică) din biserică.

## Excomunicarea în iudaism
În anumite condiții un evreu poate fi marginalizat de către comunitatea evreiască sau chiar excomunicat (herem) de către rabin. Un evreu aflat în herem nu va putea astfel participa la ritualul sinagogal, nu va putea contracta o căsătorie după legea mozaică și, în general, nu va fi recunoscut ca evreu de către comunitate. În acest caz, excomunicarea este mai mult o încercare de a determina pe respectivul să se schimbe și să revină pe calea corectă, nu de a-l pedepsi. Astfel, un evreu care a fost supus la herem, dar care ulterior decide să își schimbe atitudinea, poate reveni la iudaism fără a fi necesară nici o procedură formală în acest sens.
În 1656, vestitul filosof evreu Baruch d’Espinoza (cunoscut și ca Spinoza) a fost atacat de un credincios evreu care i-a găurit haina cu o lovitură de cuțit.
Drept cauză pentru acest incident au servit vizitele pe care filosoful le făcea unui fost iezuit liber cugetător. Acuzat de “erezii înspăimântătoare” și de “acțiuni monstruoase” el este dat afară din Sinagogă prin următoarea sentință: “Pronunțăm excomunicarea, expulzarea, anatema și blestemul asupra lui Baruch d’Espinoza… Fie ca Dumnezeu să nu-l ierte niciodată”.
Potrivit lui Colerus, primul biograf al lui Spinoza, la evrei ar exista trei forme de excomunicare dintre care cea mai puternică, anatema Schammatha, i-ar fi fost aplicată filosofului. Ea se încheie cu cuvintele: “Ne rugăm bunului Dumnezeu să nimicească un asemenea om și să grăbească ziua căderii și pieirii sale. Doamne Dumnezeule, Dumnezeu al duhurilor, coboară-l mai jos decât pe orice păcătos, fă-l să dispară, nimicește-l, dă-l morții, fă-l să piară”.